# Balliranoïta
La balliranoïta és un mineral de la classe dels silicats, que pertany al grup de la cancrinita. Rep el nom en honor del professor Paolo Ballirano, catedràtic de cristal·lografia del Dipartimento di Scienze della Terra della Università di Roma.

## Característiques
La balliranoïta és un silicat de fórmula química (Na,K)₆Ca₂(Si₆Al₆O₂₄)Cl₂(CO₃). Va ser aprovada com a espècie vàlida per l'Associació Mineralògica Internacional l'any 2009. Cristal·litza en el sistema hexagonal.
Segons la classificació de Nickel-Strunz, la balliranoïta pertany a «09.FB - Tectosilicats sense H₂O zeolítica amb anions addicionals» juntament amb els següents minerals: afghanita, bystrita, cancrinita, cancrisilita, davyna, franzinita, giuseppettita, hidroxicancrinita, liottita, microsommita, pitiglianoïta, quadridavyna, sacrofanita, tounkita, vishnevita, marinellita, farneseïta, alloriïta, fantappieïta, cianoxalita, carbobystrita, depmeierita, kircherita, bicchulita, danalita, genthelvita, haüyna, helvina, kamaishilita, lazurita, noseana, sodalita, tsaregorodtsevita, tugtupita, marialita, meionita i silvialita.

## Formació i jaciments
Va ser descoberta al mont Somma, dins el complex volcànic Somma-Vesuvi, a la província de Nàpols (Campània, Itàlia). També ha estat descrita a Diaoyutai, a la prefectura de Dalian, a Liaoning (Xina). Aquests dos indrets són els únics de tot el planeta on ha estat descrita aquesta espècie mineral.